# Теллермановское опытное лесничество
Теллермановское опытное лесничество — филиал Института лесоведения РАН в Воронежской области. Адрес — 397206 Россия, Воронежская область, Грибановский район, посёлок сельского типа Теллермановский, д. 9.

## История
По распространённой версии название происходит от имени сподвижника Петра I — Франца Тиммермана. По приказу Петра I часть лесных угодий была отграничена и стала называться «Теллермановской корабельной рощей».
Однако по данным М. П. Скрябина (1949) лес уже в XVI веке именовался «Тилеорманским».
В 1887—1907 годах в Теллермановском лесничестве жил и работал видный отечественный учёный-лесовод Григорий Андреевич Корнаковский.
В 1944 году по инициативе В. Н. Сукачёва Теллермановское опытное лесничество было передано Институту леса АН СССР.

## Экосистема
Теллермановский лес — один из наиболее известных массивов широколиственного леса в южной лесостепи Русской равнины. Расположение нагорных дубрав на грани равенства испарения и поступления осадков, высокая продуктивность нагорных экосистем, разнообразие ландшафтов, флоры и фауны делают его интереснейшим объектом для экологических исследований. Здесь непрерывно идут исследования лесных экосистем, их продукционного процесса, структурно-функциональной организации и биологического разнообразия.